# Xabier Etxeita
Xabier Etxeita Gorritxategi, né le 31 octobre 1987 à Zornotza, est un footballeur international espagnol évoluant au poste de défenseur.

## Biographie

### En club
Né à Zornotza, en Biscaye, Etxeita est formé à l'école de football de l'Athletic Club, à Lezama. 
Bien qu'avant tout cantonné à l'équipe réserve, il fait ses débuts en équipe première durant la saison 2008-2009, en Liga. Il est expulsé lors de sa deuxième apparition face au CD Numancia. En janvier 2010, Etxeita est prêté au FC Cartagena, en deuxième division.
En juillet 2010, il est transféré à Elche CF, en deuxième division encore, où il s'impose comme titulaire. Trois ans plus tard, arrivé  à la fin de son contrat après avoir largement contribué à la remontée du club valencien en Liga,,,, Etxeita retourne à l'Athletic Club.
Il ne fait ses débuts à Bilbao que le 7 avril 2014 face à Levante UD et devient progressivement titulaire lors de la saison 2014-2015. Il fait cette même saison ses débuts en Ligue des champions. Il remporte son premier titre avec la Supercoupe d'Espagne en 2015.
Il est prêté à la SD Huesca pour la saison 2018-2019,.
Le 13 août 2019, Etxeita signe au Getafe CF pour deux saisons.
Au mercato estival 2021, Etxeita rejoint la SD Eibar qui vient d’être relégué en Segunda División.

### En équipe nationale
Etxeita honore sa première sélection avec l'équipe nationale espagnole en octobre 2015, face à l'Ukraine.

## Palmarès
- Champion d'Espagne de D2 en 2013 avec Elche
- Vainqueur de la Supercoupe d'Espagne en 2015 avec l'Athletic Club